# Dino Mohamed Houlder
Dino Mohamed Houlder, né le 25 novembre 1997, est un coureur cycliste malgache. 

## Biographie
Dino Mohamed Houlder commence sérieusement le cyclisme en 2014. Dès l'année suivante, il se distingue en devenant le plus jeune coureur à remporter le Tour de Madagascar, à dix-huit ans. 
En juillet 2019, il récolte la médaille de bronze au contre-la-montre par équipes des Jeux des îles de l'océan Indien, avec la sélection malgache.

## Palmarès
- 2015
  - Tour de Madagascar
- 2017
  - Grand Prix d'Ilakaka[1]
- 2019
  -  Champion de Madagascar sur route
  - 4e étape du Tour de Madagascar
  -  Médaillé de bronze du contre-la-montre par équipes aux Jeux des îles de l'océan Indien
  - 3e du Tour de Madagascar
- 2023
  -  Médaillé de bronze de la course en ligne aux Jeux des îles de l'océan Indien
  - 3e du championnat de Madagascar sur route